# Hà Trung (phủ)
Hà Trung là tên một phủ thuộc tỉnh Thanh Hóa, Việt Nam trong thời kì phong kiến.

## Địa giới
Địa giới phủ Hà Trung vào thời Nguyễn như sau:
- Phía đông giáp biển và giáp huyện Yên Mô, tỉnh Ninh Bình.
- Phía tây giáp các huyện Vĩnh Lộc và Thạch Thành thuộc phủ Quảng Hóa.
- Phía nam giáp huyện Đông Sơn thuộc phủ Thiệu Hóa và huyện Quảng Xương thuộc phủ Tĩnh Gia.
- Phía bắc giáp các huyện Phụng Hóa và Yên Mô thuộc tỉnh Ninh Bình.

Phủ Hà Trung vào thời Nguyễn tương ứng với địa giới các huyện Hà Trung, Nga Sơn, Hậu Lộc, Hoằng Hóa, thị xã Bỉm Sơn và phần tả ngạn sông Mã thuộc thành phố Thanh Hóa.
Diện tích của phủ Hà Trung ước tính khoảng 830 km².

## Thời gian tồn tại
Theo Đại Nam nhất thống chí, phủ Hà Trung được thành lập năm Quang Thuận thứ nhất (1460), đời vua Lê Thánh Tông nhà Lê sơ, lúc này thuộc thừa tuyên Thanh Hóa. Tên phủ lấy theo tên huyện Hà Trung có từ đời Trần trở về trước. Phủ Hà Trung gồm 4 huyện.
Tuy nhiên, trong sách Đất nước Việt Nam qua các đời của Đào Duy Anh thì phủ Hà Trung xuất hiện từ năm Thiệu Bình thứ 2 (năm 1435), là một trong 6 phủ của đất Thanh Hóa bấy giờ (6 phủ gồm Thiệu Thiên, Hà Trung, Tĩnh Gia, Thanh Đô, Trường Yên, Thiên Quan). Trong đó phủ Hà Trung kiêm lí huyện Thuần Hựu và thống hạt 3 huyện là Tống Giang, Nga Sơn và Hoằng Hóa.
Sang thời Nguyễn, phủ Hà Trung thuộc trấn Thanh Hoa, địa giới vẫn giữ như cũ, kiêm lý huyện Hậu Lộc và thống hạt các huyện Tống Sơn, Nga Sơn và Hoằng Hóa. Năm Minh Mệnh thứ 12, phủ Hà Trung thuộc tỉnh Thanh Hoa (đổi từ trấn Thanh Hoa). Năm Minh Mệnh thứ 18 (1837) hoặc Minh Mệnh thứ 19, phủ Hà Trung có thêm huyện Mỹ Hóa được thành lập từ một phần các huyện Hậu Lộc và Hoằng Hóa đồng thời nhà Nguyễn cũng đặt thêm phân phủ Hà Trung. Phủ Hà Trung lúc này kiêm lý huyện Tống Sơn và thống hạt các huyện Nga Sơn và Hậu Lộc còn phân phủ Hà Trung kiêm lý huyện Hoằng Hóa và thống hạt huyện Mỹ Hóa.
Năm Thiệu Trị thứ nhất (1841), phủ Hà Trung thuộc tỉnh Thanh Hóa (đổi từ tỉnh Thanh Hoa). Đến năm Tự Đức thứ ba (1850) thì bỏ phân phủ Hà Trung, đồng thời phủ Hà Trung kiêm lý các huyện Tống Sơn, Nga Sơn và thống hạt các huyện Hoằng Hóa, Mỹ Hóa, Hậu Lộc. Năm Thành Thái thứ 12 (1900), đổi huyện Nga Sơn từ kiêm lý sang thống hạt.
Cuối thời Nguyễn, huyện Mỹ Hóa được sáp nhập vào huyện Hoằng Hóa. Sau Cách mạng tháng Tám (1945), cấp phủ được bãi bỏ, huyện Tống Sơn đổi thành huyện Hà Trung; các huyện Hà Trung, Nga Sơn, Hậu Lộc, Hoằng Hóa trực thuộc tỉnh Thanh Hóa.

## Địa giới và cương vực các huyện trong phủ
Địa giới và cương vực các huyện trong phủ Hà Trung vào thời Nguyễn (đầu thế kỉ 20) như sau:
- Huyện Tống Sơn: phía đông giáp biển và giáp huyện Nga Sơn; phía tây giáp các huyện Thạch Thành và Vĩnh Lộc; phía nam giáp các huyện Hậu Lộc và Mỹ Hóa; phía bắc giáp các huyện Yên Mô và Phụng Hóa, tỉnh Ninh Bình.[1] Gồm 7 tổng, 118 xã, thôn.[8]
- Huyện Nga Sơn: nằm ở phía đông nam phủ Hà Trung; phía đông giáp biển; phía tây giáp huyện Tống Sơn; phía nam giáp huyện Hậu Lộc; phía bắc giáp huyện Yên Mô. Gồm 7 tổng, 112 xã, thôn.[8]
- Huyện Hậu Lộc: nằm ở phía nam phủ; phía đông giáp biển và giáp huyện Hoằng Hóa; phía tây giáp các huyện Vĩnh Lộc và Mỹ Hóa; phía nam giáp huyện Mỹ Hóa; phía bắc giáp các huyện Tống Sơn và Nga Sơn.[8] Gồm 5 tổng, 94 xã, thôn.[9]
- Huyện Hoằng Hóa: nằm ở phía nam phủ; phía đông giáp biển; phía tây giáp huyện Đông Sơn; phía nam giáp các huyện Đông Sơn và Quảng Xương; phía bắc giáp huyện Hậu Lộc. Gồm 5 tổng, 112 xã, thôn.[9]
- Huyện Mỹ Hóa: nằm ở phía tây bắc phủ; phía đông giáp các huyện Hoằng Hóa và Hậu Lộc; phía tây giáp huyện Vĩnh Lộc; phía nam giáp các huyện Yên Định và Thụy Nguyên; phía bắc giáp các huyện Tống Sơn và Hậu Lộc.[9] Gồm 3 tổng, 62 xã, thôn.[10]